# 고려대학교 농구부
고려대학교 농구부는 대한민국의 대학교인 고려대학교에서 운영하는 농구팀으로 고려대학교의 운동부 중 하나이다. 연세대학교 농구부와 함께 1990년대 대한민국 농구의 인기를 이끌었다.

## 우승 기록
- 프로-아마농구 최강전 : 2013
- 농구대잔치 : 2012
- 대학농구리그
  - 정규리그 : 2014, 2022, 2023
  - 챔피언결정전 : 2013, 2021, 2022, 2023
- MBC배 전국대학농구대회 : 2013, 2014, 2017, 2018, 2019, 2022, 2023
- 아시아-퍼시픽 대학농구 챌린지 : 2014

## 선수단

### 현재 주요 선수
- 박무빈 (20학번) - 주장
- 문정현 (20학번) - 부주장
- 양준 (21학번)
- 박정환 (22학번)
- 이동근 (23학번)
- 문유현 (23학번)
- 유민수 (23학번)

### 과거 주요 선수

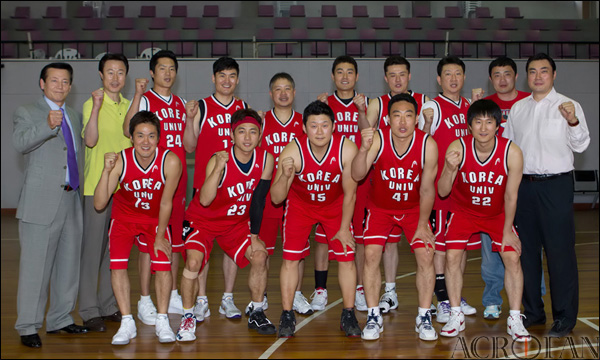
고려대학교 농구부 출신 선수들

- 이충희
- 임정명
- 이장수
- 임달식
- 김동광 (70학번)
- 최철권
- 김진
- 전창진
- 정재섭
- 김윤호
- 이민현
- 강을준 (85학번)
- 김상식 (87학번)
- 정인교 (88학번)
- 김병철 (92학번)
- 전희철 (92학번)
- 양희승 (93학번)
- 현주엽 (94학번)
- 주희정 (95학번)
- 신기성
- 이규섭
- 전형수
- 정상헌
- 박재현 (10학번)
- 이승현 (11학번)
- 문성곤 (체육교육과 12)
- 이종현 (체육교육과 13)
- 김낙현 (체육교육과 14)
- 전현우 (체육교육과 15)
- 장태빈 (체육교육과 15)
- 박정현 (체육교육과 16)
- 김진영 (체육교육과 16)
- 김형진 (체육교육과 17)
- 이우석 (체육교육과 18)
- 신민석 (18학번)
- 하윤기 (18학번)
- 서정현 (18학번)
- 정호영 (18학번)
- 여준형 (19학번)
- 최성현 (19학번)

## 같이 보기
- 고연전
- 고려대학교 축구부